# 第91回全国高等学校ラグビーフットボール大会
第91回全国高等学校ラグビーフットボール大会は、2011年（平成23年）12月27日から2012年（平成24年）1月7日まで近鉄花園ラグビー場にて行われた全国高校ラグビー大会である。平成23年度全国高等学校総合体育大会を兼ねて開催。優勝は福岡県の東福岡高校（4回目）。

## 概要
今大会では、大会キャラクターとして秋月三佳（ミスマガ2011 ミス週刊少年マガジン）が起用された。なお開会式での選手宣誓は和歌山工主将田中諒太が務めた。
初出場校なし（次は第104回大会で発生）。

### 日程
- 12月27日、開会式（第1グラウンド）、1回戦
- 12月28日、1回戦
- 12月30日、2回戦
- 1月1日、3回戦
- 1月3日、準々決勝
- 1月5日、準決勝
- 1月7日、決勝、閉会式

## 出場校
北海道
- 北北海道代表 - 遠軽（2年連続7回目）
- 南北海道代表 - 札幌山の手（12年連続12回目）

東北
- 青森県代表 - 青森北（2年ぶり13回目）
- 岩手県代表 - 黒沢尻工（3年連続26回目）
- 宮城県代表 - 仙台育英（16年連続18回目）
- 秋田県代表 - 秋田中央（3年ぶり8回目）
- 山形県代表 - 山形中央（14年連続20回目）
- 福島県代表 - 磐城（3年連続17回目）

関東
- 茨城県代表 - 清真学園（8年ぶり8回目）
- 栃木県代表 - 國學院栃木（12年連続17回目）
- 群馬県代表 - 明和県央（3年連続3回目）
- 埼玉県代表 - 深谷（4年連続5回目）
- 千葉県代表 - 流通経大柏（17年連続19回目）
- 東京都第一代表 - 國學院久我山（21年連続37回目）
- 東京都第二代表 - 東京（2年ぶり8回目）
- 神奈川県代表 - 桐蔭学園（7年連続11回目）
- 山梨県代表 - 日川（6年連続41回目）

北信越
- 新潟県代表 - 新潟工（8年連続36回目）
- 長野県代表 - 飯田（2年ぶり7回目）
- 富山県代表 - 富山第一（2年ぶり6回目）
- 石川県代表 - 日本航空石川（7年連続7回目）
- 福井県代表 - 若狭東（2年ぶり25回目）

東海
- 静岡県代表 - 浜松工（11年ぶり3回目）
- 愛知県代表 - 春日丘（2年連続2回目）
- 岐阜県代表 - 関商工（3年ぶり32回目）
- 三重県代表 - 四日市農芸（3年ぶり16回目）

近畿
- 滋賀県代表 - 光泉（2年ぶり3回目）
- 京都府代表 - 京都成章（2年ぶり6回目）
- 大阪府第一代表 - 大阪朝鮮（3年連続6回目）
- 大阪府第二代表 - 常翔学園（2年ぶり32回目）
- 大阪府第三代表 - 東海大仰星（7年連続13回目）
- 兵庫県代表 - 関西学院（2年連続5回目）
- 奈良県代表 - 御所実（4年連続7回目）
- 和歌山県代表 - 和歌山工（3年連続19回目）

中国
- 鳥取県代表 - 倉吉東（3年ぶり10回目）
- 島根県代表 - 石見智翠館（21年連続21回目）
- 岡山県代表 - 関西（3年ぶり7回目）
- 広島県代表 - 尾道（5年連続6回目）
- 山口県代表 - 萩商工 （10年連続18回目）

四国
- 徳島県代表 - 貞光工（4年連続22回目）
- 香川県代表 - 坂出工（2年ぶり19回目）
- 愛媛県代表 - 北条（2年連続3回目）
- 高知県代表 - 高知中央（4年連続4回目）

九州・沖縄
- 福岡県代表 - 東福岡（12年連続22回目）
- 佐賀県代表 - 佐賀工（30年連続40回目）
- 長崎県代表 - 長崎北陽台（2年連続13回目）
- 熊本県代表 - 熊本西（3年ぶり9回目）
- 大分県代表 - 大分舞鶴（26年連続50回目）
- 宮崎県代表 - 高鍋（2年ぶり19回目）
- 鹿児島県代表 - 鹿児島工（8年ぶり11回目）
- 沖縄県代表 - コザ（12年ぶり11回目）

### シード校
11月24日、関西ラグビーフットボール協会によってシード校が以下のとおり発表された。
|         | 西         | 東           |
| ------- | ---------- | ------------ |
| Aシード | 東福岡     | 國學院栃木   |
| Aシード | 常翔学園   | ‐            |
| Bシード | 東海大仰星 | 黒沢尻工     |
| Bシード | 御所実     | 桐蔭学園     |
| Bシード | 佐賀工     | 流通経大柏   |
| Bシード | 京都成章   | 國學院久我山 |
| Bシード | 石見智翠館 | 四日市農芸   |

## 試合結果
- 時刻はすべて日本標準時 (UTC+9)
- 括弧内は前半終了時のスコアを示す。
- 太字は勝利校を示す。

### 1回戦
| 2011年12月27日 12:00 | 遠軽         | 0-34  | (0−22)  | 鹿児島工   | 第1グラウンド |
| 2011年12月27日 13:15 | 明和県央     | 81-8  | (43−3)  | 坂出工     | 第1グラウンド |
| 2011年12月27日 12:00 | 山形中央     | 17-35 | (12−21) | 高知中央   | 第2グラウンド |
| 2011年12月27日 13:15 | 札幌山の手   | 29-0  | (17−0)  | 和歌山工   | 第2グラウンド |
| 2011年12月27日 14:30 | 関商工       | 5-0   | (0−22)  | 北条       | 第2グラウンド |
| 2011年12月27日 12:00 | 東京         | 38-0  | (12-0)  | 萩商工     | 第3グラウンド |
| 2011年12月27日 13:15 | 青森北       | 34-7  | (20−0)  | 大分舞鶴   | 第3グラウンド |
| 2011年12月27日 14:30 | 日川         | 24-26 | (12−12) | 光泉       | 第3グラウンド |
| 2011年12月28日 10:00 | 富山第一     | 29-21 | (24−14) | 貞光工     | 第2グラウンド |
| 2011年12月28日 11:15 | 浜松工       | 81-0  | (43−0)  | 倉吉東     | 第2グラウンド |
| 2011年12月28日 12:30 | 深谷         | 78-7  | (54−0)  | 関西       | 第2グラウンド |
| 2011年12月28日 11:15 | 飯田         | 20-18 | (5−7)   | 高鍋       | 第1グラウンド |
| 2011年12月28日 10:00 | 春日丘       | 19-19 | (12−14) | 尾道       | 第3グラウンド |
| 2011年12月28日 12:30 | 日本航空石川 | 29-10 | (17−5)  | 大阪朝鮮   | 第1グラウンド |
| 2011年12月28日 13:45 | 清真学園     | 31-0  | (21−0)  | 若狭東     | 第2グラウンド |
| 2011年12月28日 11:15 | 磐城         | 5-31  | (5−24)  | 熊本西     | 第3グラウンド |
| 2011年12月28日 12:30 | 新潟工       | 7-7   | (7-7)   | 関西学院   | 第3グラウンド |
| 2011年12月28日 13:45 | 秋田中央     | 19-34 | (5−24)  | 長崎北陽台 | 第3グラウンド |
| 2011年12月28日 13:45 | 仙台育英     | 50-12 | (26−7)  | コザ       | 第1グラウンド |

### 2回戦
| 2011年12月30日 15:15 | 東福岡       | 83-7  | (64-7)  | 鹿児島工   | 第3グラウンド |
| 2011年12月30日 14:00 | 明和県央     | 66-0  | (26-0)  | 高知中央   | 第3グラウンド |
| 2011年12月30日 12:45 | 黒沢尻工     | 27-15 | (15-12) | 札幌山の手 | 第3グラウンド |
| 2011年12月30日 14:30 | 関商工       | 0-62  | (0-38)  | 御所実     | 第2グラウンド |
| 2011年12月30日 13:15 | 流経大柏     | 13-10 | (8-3)   | 東京       | 第2グラウンド |
| 2011年12月30日 12:00 | 青森北       | 3-19  | (3-7)   | 京都成章   | 第2グラウンド |
| 2011年12月30日 10:45 | 四日市農芸   | 44-12 | (22-7)  | 光泉       | 第2グラウンド |
| 2011年12月30日 09:30 | 富山第一     | 0-82  | (0-47)  | 東海大仰星 | 第2グラウンド |
| 2011年12月30日 11:30 | 國學院栃木   | 67-3  | (29-3)  | 浜松工     | 第3グラウンド |
| 2011年12月30日 10:15 | 深谷         | 32-10 | (12-5)  | 飯田       | 第3グラウンド |
| 2011年12月30日 14:30 | 桐蔭学園     | 23-10 | (5-10)  | 春日丘     | 第1グラウンド |
| 2011年12月30日 13:15 | 日本航空石川 | 12-23 | (7-13)  | 石見智翠館 | 第1グラウンド |
| 2011年12月30日 12:00 | 國學院久我山 | 7-3   | (0-3)   | 清真学園   | 第1グラウンド |
| 2011年12月30日 10:45 | 熊本西       | 7-62  | (0-24)  | 佐賀工     | 第1グラウンド |
| 2011年12月30日 09:30 | 新潟工       | 8-48  | (3-24)  | 長崎北陽台 | 第1グラウンド |
| 2011年12月30日 09:00 | 仙台育英     | 9-41  | (6-12)  | 常翔学園   | 第3グラウンド |

### 3回戦
| 2012年1月1日 10:30 | 東福岡       | 116-0 | (48-0)  | 明和県央   | 第3グラウンド |
| 2012年1月1日 10:30 | 黒沢尻工     | 14-32 | (9−22)  | 御所実     | 第1グラウンド |
| 2012年1月1日 11:50 | 流経大柏     | 14-22 | (7−10)  | 京都成章   | 第1グラウンド |
| 2012年1月1日 11:50 | 四日市農芸   | 5-38  | (0−26)  | 東海大仰星 | 第3グラウンド |
| 2012年1月1日 13:10 | 國學院栃木   | 31-26 | (24−7)  | 深谷       | 第1グラウンド |
| 2012年1月1日 14:30 | 桐蔭学園     | 34-17 | (14−10) | 石見智翠館 | 第1グラウンド |
| 2012年1月1日 13:10 | 國學院久我山 | 7-14  | (0-0)   | 佐賀工     | 第3グラウンド |
| 2012年1月1日 14:30 | 長崎北陽台   | 17-39 | (3-12)  | 常翔学園   | 第3グラウンド |

### 準々決勝
| 2012年1月3日 10:30 | 桐蔭学園   | 21 - 29 | (6 - 14)  | 東福岡     | 第1グラウンド |
| 2012年1月3日 11:50 | 常翔学園   | 31 - 14 | (19 - 7)  | 佐賀工     | 第1グラウンド |
| 2012年1月3日 13:10 | 京都成章   | 7 - 7   | (7 - 0)   | 御所実     | 第1グラウンド |
| 2012年1月3日 14:30 | 國學院栃木 | 12 - 24 | (12 - 24) | 東海大仰星 | 第1グラウンド |

### 準決勝
| 2012年1月5日 13:00 | 東福岡     | 28 - 5  | (7 - 0)  | 常翔学園 | 第1グラウンド |
| 2012年1月5日 14:25 | 東海大仰星 | 17 - 15 | (12 - 8) | 御所実   | 第1グラウンド |

### 決勝
| 2012年01月07日 14:05 | 東福岡                                    | 36-24 (22-5)                                   | 東海大仰星                                | 第1グラウンド 観客数: 9,100人 レフリー: 久保修平 |
| 2012年01月07日 14:05 | トライ: 5 コンバート: 4 PK: 1 ドロップ: 0 | 詳細 日本ラグビーフットボール協会 2012年1月7日 | トライ: 4 コンバート: 2 PK: 0 ドロップ: 0 | 第1グラウンド 観客数: 9,100人 レフリー: 久保修平 |

| 東海大仰星 |    |          |         |
| FW         | 01 | 東森友宏 | 後半27' |
| FW         | 02 | 須田悠介 |         |
| FW         | 03 | 連山一騎 |         |
| FW         | 04 | 松村亮   |         |
| FW         | 05 | 橋本皓   | 後半36' |
| FW         | 06 | 吉田幸平 |         |
| FW         | 07 | 上田宥人 | 後半6'  |
| FW         | 08 | 野中翔平 |         |
| HB         | 09 | 湯本睦   |         |
| HB         | 10 | 山田一平 |         |
| TB         | 11 | 枝松翼   |         |
| TB         | 12 | 鳥飼誠   |         |
| TB         | 13 | 野口大輔 |         |
| TB         | 14 | 近藤英人 | 前半25' |
| FB         | 15 | 野口竜司 |         |
| リザーブ:  |    |          |         |
|            | 16 | 後藤義和 |         |
|            | 17 | 吉川輝   |         |
|            | 18 | 近藤雅喜 |         |
|            | 19 | 大塚憂也 |         |
|            | 20 | 松浦大輔 |         |
|            | 21 | 米村龍二 |         |
|            | 22 | 下良好純 |         |
|            | 23 | 松井匠   |         |
|            | 24 | 野口大輔 |         |
|            | 25 | 藤井拓海 |         |
|            |    |          |         |
| 監督       |    |          |         |
| 湯浅大智   |    |          |         |

※赤字は、優勝校もしくは得点が高いことを示す。また、脚注の( )内の分数はキックの成功率、[ ]内の自然数は当該選手の背番号を示す。
| 全国高等学校ラグビーフットボール大会 第91回大会 優勝 |
| ---------------------------------------------------- |
| 東福岡 3年連続4回目                                  |